# Meteory (zespół muzyczny)
Meteory – poznański zespół bigbeatowy, działający w latach od 1964 do 1966. W skład zespołu wchodzili między innymi Halina Żytkowiak, Stanisław Dajczak, Piotr Janton.
Zespół zadebiutował na początku 1964 roku w nowo wybudowanym akademiku Politechniki Poznańskiej przy ul. Zamenhoffa w klubie „Agora”. Powstał z inicjatywy studentów: Zbigniewa Szymkowiaka, Jacka Kaluby i Stanisława Dajczaka. 
W 1965 roku z zespołu odszedł perkusista Piotr Janton a jego miejsce zajął Włodzimierz Woźniak. Repertuar grupy oparty był głównie na utworach zespołów: The Shadows, The Ventures, The Beatles i The Rolling Stones.
W zespole Meteory rozpoczęła karierę polska piosenkarka Halina Żytkowiak. W 1964 roku wraz z grupą na zlocie Młodzieży we Frankfurcie nad Odrą  reprezentowała miasto Poznań. Największym jej hitem była piosenka z repertuaru Brendy Lee – „I’m Sorry”. Po odejściu z Meteorów śpiewała w zespole Tomasza Dziubińskiego „Poznańscy Trubadurzy”, a w styczniu 1966 przeszła do grupy Tarpany. 

## Skład
- Jacek Kaluba – gitara rytmiczna
- Zbigniew Szymkowiak – gitara solowa (kierownik zespołu)
- Stanisław Dajczak – gitara basowa (wcześniej grał w Świebodzińskiej grupie Marka Tucholskiego „Big Beat Combo”)
- Piotr Janton – perkusja
- Halina Żytkowiak – śpiew
- Czesław Staszak – śpiew

Muzycy, którzy okazjonalnie grali w zespole
- Zbigniew Starzyński – instrumenty klawiszowe, dzwony
- Ryszard Kaźmierczak – gitara
- Przemysław Sołtysiak – śpiew

W 1966 roku z zespołu odszedł gitarzysta basowy Stanisław Dajczak. Po tym zespół uległ rozwiązaniu. 